# 출세간의 마음
출세간의 마음(팔리어: lokuttaracittāni 로-꿋따라 찟따-니, lokuttara citta 로-꿋따라 찟따), 영어: supramundane consciousness)은 욕계 · 색계 · 무색계의 3계를 벗어난 수다원(예류) · 사다함(일래) · 아나함(불환) · 아라한 · 보살(초지~십지) · 붓다의 무루의 마음을 말한다. 특히 상좌부의 교학과 아비담마에서 사용하는 용어로, 이 경우 욕계 · 색계 · 무색계 · 출세간에 속한 총 89가지 마음 중 출세간에 속한 마음들로서, 다음과 같은 총 8가지(4도4과 = 4향4과)를 말한다. 또는 이 8가지를 초선 · 제2선 · 제3선 · 제4선의 4선의 체계가 아닌, 초선 · 제2선 · 제3선 · 제4선 · 제5선의 5선정의 체계에 따라 세분한 40가지(8 × 5 = 40)를 말한다. 이렇게 40가지로 세분할 때 욕계 · 색계 · 무색계 · 출세간에 속한 총 121가지 마음이 있게 된다(89 - 8 + 40 = 121).
- 출세간의 유익한 마음 4가지 또는 20가지
  - 예류도(예류향)의 마음
  - 일래도(일래향)의 마음
  - 불환도(불환향)의 마음
  - 아라한도(아라한향)의 마음
- 출세간의 과보의 마음 4가지 또는 20가지
  - 예류과의 마음
  - 일래과의 마음
  - 불환과의 마음
  - 아라한과의 마음

세간의 마음과 출세간의 마음의 가장 큰 차이는 전자는 후유(後有)를 낳고 후자는 후유를 낳지 않는다는 것에 있다. 세간의 마음은 몸 · 말 · 뜻으로 선한 행위 또는 악한 행위를 하여, 인과의 법칙 즉 업과 업의 과보의 법칙에 따라, 선업(유익한 업) 또는 악업(불선업, 해로운 업)을 쌓고 그에 따라 좋은 과보 또는 나쁜 과보를 받는다. 즉, 3계에 윤회한다. 이에 비해 출세간의 마음은 몸 · 말 · 뜻으로 선한 행위를 하지만 그 행위는 선업을 쌓지 않고, 선업에 비할 수 없는 출세간의 지혜 즉 무루의 지혜 즉 완전한 깨달음의 힘 즉 진여의 무분별지가 더욱 더 잘 발현되게 한다. 즉, 후자의 행위는 무주상보시(無住相布施)이다. 따라서 후유가 없다. 출세간의 마음은 후유가 생기지 않는다는 의미에서는 인과의 법칙 즉 업과 업의 과보의 법칙 즉 연기의 법칙을 초월한 것이라고 할 수 있고, 무분별지가 더욱 더 잘 발현되게 된다는 의미에서는 여전히 인과의 법칙 즉 업과 업의 과보의 법칙 즉 연기의 법칙과 함께 한다.
출세간의 마음은 다음의 분류 또는 체계에 속한다.
- 욕계 · 색계 · 무색계 · 출세간에 속한 총 89가지 마음 또는 총 121가지 마음
  - 욕계 마음 54가지
  - 색계 마음 15가지
  - 무색계 마음 12가지
  - 출세간의 마음 8가지 또는 40가지
    - 출세간의 유익한 마음 4가지 또는 20가지
    - 출세간의 과보의 마음 4가지 또는 20가지